# Hippasosa thailandica
Espèce
Hippasosa thailandica est une espèce d'araignées aranéomorphes de la famille des Lycosidae.

## Distribution
Cette espèce est endémique de Thaïlande. Elle se rencontre dans les provinces de Mae Hong Son et de Chiang Mai.

## Description
Le mâle holotype mesure 16,91 mm, les mâles mesurent de 16,91 à 18,79 mm.

## Systématique et taxinomie
Cette espèce a été décrite par Wang, Irfan et Zhang en 2025.

## Étymologie
Son nom d'espèce lui a été donné en référence au lieu de sa découverte, la Thaïlande.

## Publication originale
- Wang, Irfan & Zhang, 2025 : « Two new wolf-spider species in the genus Hippasosa from Asia (Araneae, Lycosidae). » ZooKeys, vol. 1226, p. 339-348 (texte intégral).